# Madhuca glabrescens
Madhuca glabrescens är en tvåhjärtbladig växtart som beskrevs av Herman Johannes Lam. Madhuca glabrescens ingår i släktet Madhuca och familjen Sapotaceae. Inga underarter finns listade i Catalogue of Life.